# Merkuriusz Polski Ordynaryjny
Merkuriusz Polski Ordynaryjny полное название Merkuriusz Polski dzieje wszystkiego świata w sobie zamykający dla informacji pospolitej (рус. Меркурий польский деяния всего мира в себя вмещающий для общественной информации) — старейшая польская периодическая газета.
Основана 3 января 1661 года в Кракове. Названа в честь древнеримского мифологического бога-покровителя торговли Меркурия.
Инициатором её создания была королева Польши Людовика Мария, супруга Яна II Казимира.
Газета Merkuriusz Polski Ordynaryjny выходила 1 — 2 раза в неделю и была посвящена, главным образом, вопросам современной политики, рассмотрению династических связей монархов Европы, войнам и заключённым договорам, правящим аристократическим и магнатским родам. В области внутренних дел — ход политических реформ и проблемы укрепления королевской власти в Речи Посполитой.
Разовый тираж составлял от 100 до 200 экземпляров на 8 −12 страницах. Всего вышел 41 выпуск газеты (из них, 12 специальных). Выходила, в основном, на латинском языке. Начиная с № 38 газета печаталась в Варшаве.
Выпуск газеты Merkuriusz Polski Ordynaryjny осуществляли выходец из Италии Иероним Пиноцци, купец, занимавший важные посты в королевской администрации, в том числе мастера Краковского монетного двора и секретаря короля Яна Казимира, и Ян Александер Горчин, польский печатник и гравёр. Сотрудничал с газетой поэт и публицист Лукаш Опалинский.
В связи с внутриполитическими проблемами и ослаблением королевской власти выпуск издания был прекращён. Последний номер газеты вышел 22 июля 1661 года.